# زبان فراگیر
زبان فراگیر (انگلیسی: Gender-neutral language) زبانی است که همه مخاطبان را در برمی‌گیرد و حمایت می‌کند و از هر گونه رفتار نابرابر با افراد با به کار نگرفتن تعابیر کلیشه‌ای و جایگزین‌سازی آن تعابیر با واژه‌ها و تعابیر مناسب جلوگیری می‌کند.